# Mariaberget

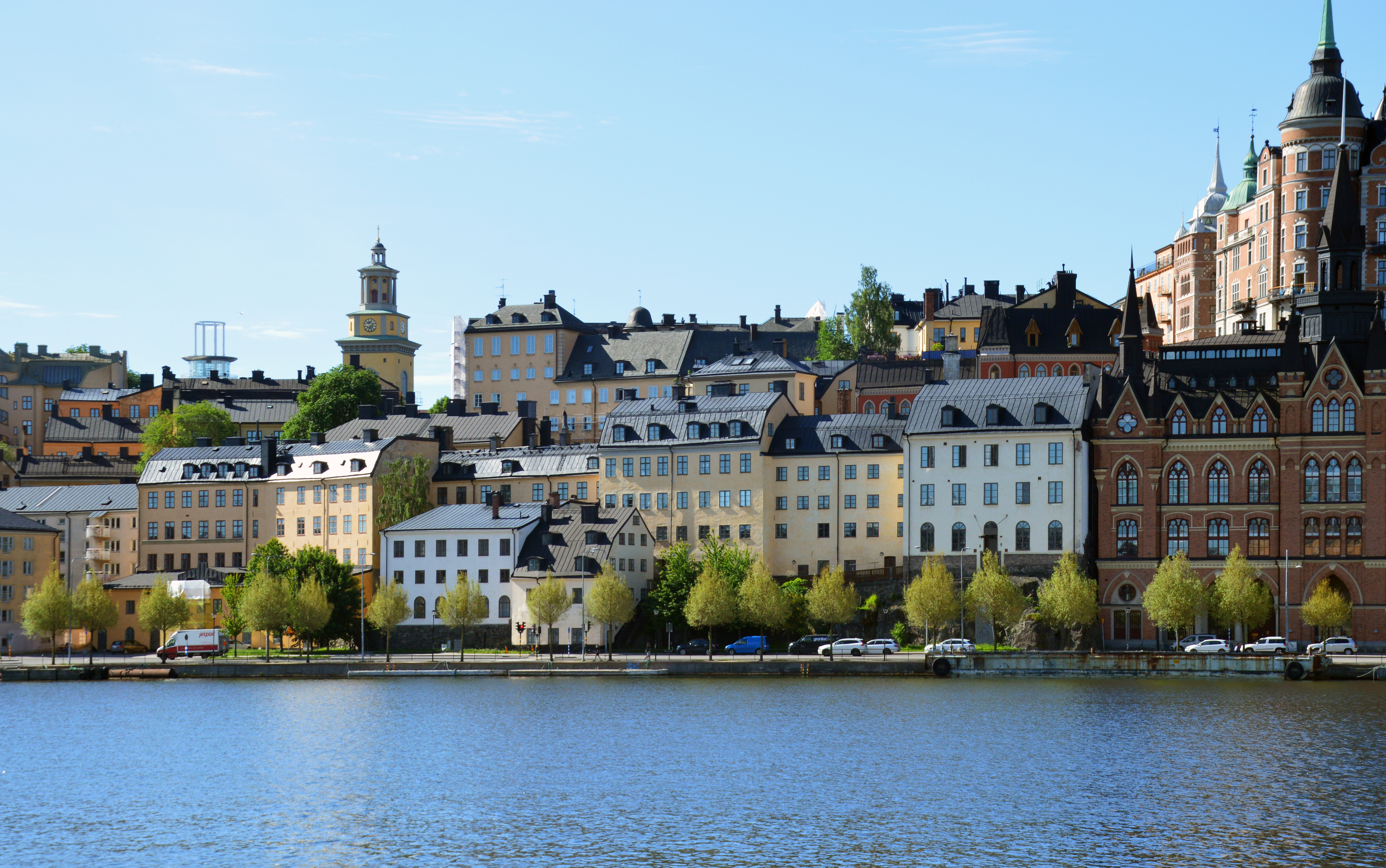
Blick auf Mariaberget im Jahr 2022

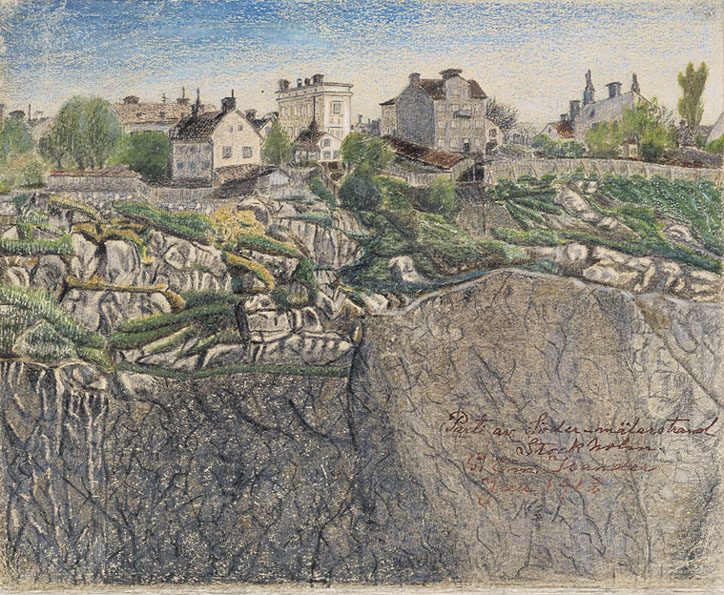
Blick auf Mariaberget im Jahr 1912, gemalt von Gustaf Isander

Mariaberget ist ein Stadtviertel in der schwedischen Hauptstadt Stockholm.

## Lage
Es befindet sich im Nordwesten der Insel Södermalm. Im Norden grenzt das Viertel an den Riddarfjärden, im Süden wird es von der Hornsgatan begrenzt. Westliche Grenze ist die Torkel Knutssonsgatan die Östliche die Straße Pustegränd. Das Gelände Mariabergets fällt steil von der Hornsgatan nach Norden zum Ufer des Riddarfjärdens ab.

## Geschichte
Der Bereich des Viertels ist zumindest seit dem 14. Jahrhundert bewohnt. Bei einem Stadtbrand im Jahr 1759 wurde Mariaberget zerstört. Beim Wiederaufbau war ein Gesetz aus dem Jahr 1736 zu beachten, wonach in diesem Teil Södermalms ein Bau von Holzhäusern untersagt war. Es wurden daher Steinhäuser errichtet, die sich entlang der steilen und gewundenen Straßen und Gassen des Viertels ziehen. Die Häuser sind zu einem großen Teil erhalten und prägen das Erscheinungsbild des Stadtteils. Es bestehen enge Gassen wie die Maria Trappgränd. Die Kirche des Stadtviertels ist jedoch die südlich der Hornsgatan und damit außerhalb Mariabergets gelegene Sankt-Maria-Magdalena-Kirche.
Im Jahr 1885 wurde der Aufzug Mariahissen gebaut, mit dem man von Mariaberget zum Ufer hinunterfahren konnte. Der Aufzug ist jedoch nicht mehr in Betrieb. 1998 errichtete man den Fußweg Monteliusvägen, der sich am Steilufer entlangzieht und einen weiten Blick über den Riddarfjärden und die Stockholmer Altstadt ermöglicht.

## Persönlichkeiten
Der schwedische Dichter und Komponist Carl Michael Bellman (1740–1795) wurde im Großen Daurerschen Haus in der Hornsgatan 29 A geboren. Von 1891 bis zu seinem Tode 1915 lebte der Maler Eugène Jansson (1862–1915) in Mariaberget. Der Schriftsteller Ivar Lo-Johansson (1901–1990) lebte mehr als 50 Jahre im Stadtteil.